# Dal (aardrijkskunde)

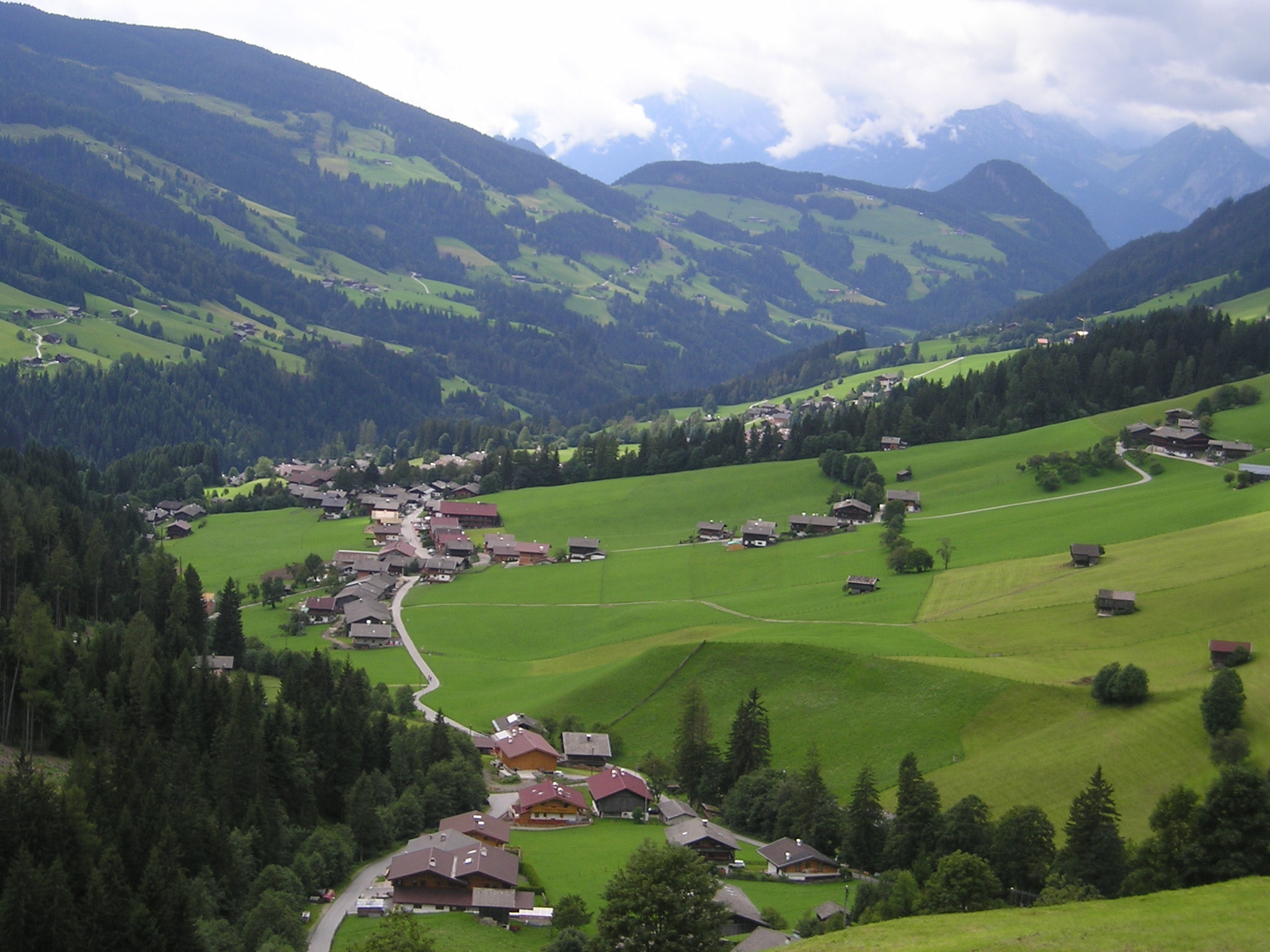
Alpbachtal in Oostenrijk

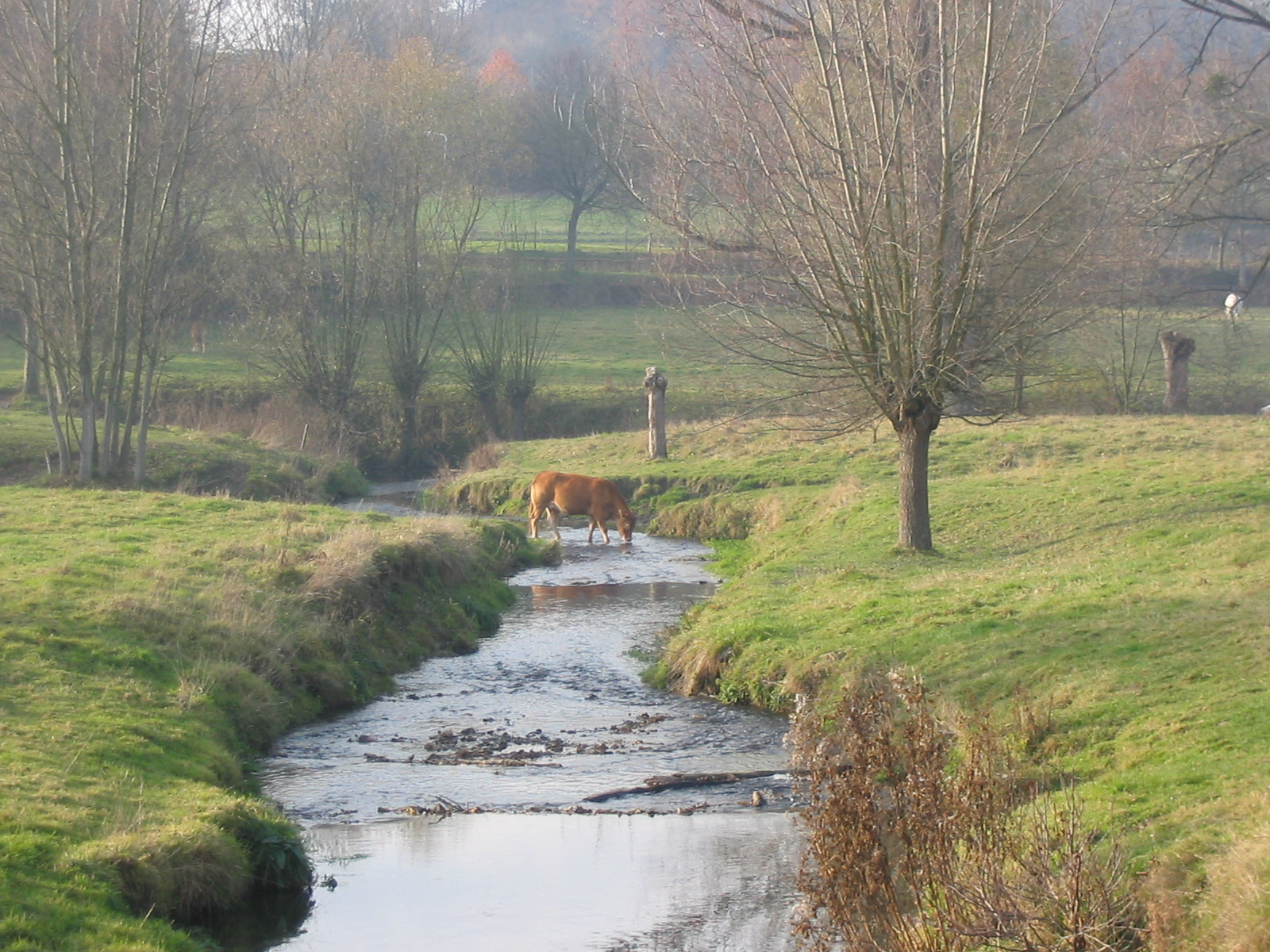
Beekdal van de Gulp in Slenaken

Een dal is een langgerekte laagte, inzinking of verdieping in het landschap tussen bergen, heuvels of hoogvlakten. Een dal wordt soms ook wel een vallei genoemd, bijvoorbeeld in het geval van de Gelderse Vallei.
De meeste dalen zijn door de erosie ontstaan, die door een beek of een rivier wordt veroorzaakt, maar ook gletsjers en bewegingen in de aardkorst kunnen een bijdrage leveren in het ontstaan van een dal. Op basis van de ontstaansgeschiedenis worden U-dalen en V-dalen onderscheiden. U-dalen zijn uitgesleten door gletsjers en V-dalen door beken. De dalen zijn in gebieden met bergen, zoals in bijvoorbeeld Oostenrijk, Zwitserland en Noorwegen, duidelijk te onderscheiden. Daar worden de hellingen aan weerszijden van het dal gevormd door de bergen. Dal geeft hier het verschil met de omliggende bergen aan.
Vanwege de toegankelijkheid liggen in bergachtige streken alle steden en de meeste dorpen in het dal. Dalen hebben bovendien vaak een vruchtbare bodem, aangezien water naar het dal stroomt. Het ligt in het dal ook beschut tegen wind en koude en de temperatuur is er over het algemeen hoger dan in de bergen eromheen.
Dal heeft in gebieden met weinig reliëf, bijvoorbeeld in Nederland waar het hoogteverschil minder duidelijk is te zien, de betekenis van de laagste plaats in de omgeving, waar het water heen stroomt. Topografische namen in Nederland met een verwijzing naar een dal zijn Diependal, Roerdalen, Haasdal, Berg en Dal en Nijverdal.
Vallei duidt op een vergaand geërodeerde omgeving, met aan weerszijden flauwe hellingen. De vruchtbaarheid van valleien kan verschillen. Het IJsseldal wordt ook IJsselvallei genoemd.
Een kloof, ook wel ravijn of canyon genoemd, is een door erosie diep uitgesleten rivierdal met steile (rots)wanden. Door de steile rotswanden is de bodem van een kloof meestal zeer ontoegankelijk.
beekdal · doorbraakdal · droogdal · fjord · hangend dal · kloof · reculée · ría · riftvallei · rivierdal · trogdal · V-dal · wadi